# John McInnis (homme politique britanno-colombien)
Pour les articles homonymes, voir John McInnis et McInnis.
John McInnis (25 juin 1879-23 mars 1972) est un homme politique canadien de la Colombie-Britannique. Il est député provincial socialiste de la circonscription britanno-colombienne de Grand Forks de 1907 à 1909, ainsi que député social-démocrate (CCF) de Fort George de 1945 à 1949.

## Biographie
Né à Springton sur l'Île-du-Prince-Édouard, McInnis étudie sur place. S'établissant en Colombie-Britannique à l'âge de 20 ans, il travaille comme charpentier et mineur à Phoenix (en) et à Greenwood entre 1900 et 1910. Il établie par la suite une entreprise d'exploitation forestière à Prince George.
Il tente sans succès de se présenter en tant que candidat social-démocratique dans la circonscription fédérale de Cariboo lors de l'élection de 1935.
McInnis meurt à Prince George en mars 1972 à l'âge de 92 ans.
L'école secondaire John McInnis Jr. (en) de Prince George est nommée en son honneur.